# Microprosthema granatense
Microprosthema granatense is een tienpotigensoort uit de familie van de Spongicolidae. De wetenschappelijke naam van de soort is voor het eerst geldig gepubliceerd in 1997 door Criales.